# Alamgirnar
Alamgirnagar és un antic fortí a la desembocadura del riu Meghna al sud-est de Dhaka, a Bangladesh. Era una fortalesa dels pirates arakanesos, però fou atacada i conquerida per Husayn Beg, general de nabab de Bengala Shaista Khan (governador mogol) el 1664 o 1665.